# 2020年東京パラリンピックのアメリカ領ヴァージン諸島選手団
2020年東京パラリンピックのアメリカ領ヴァージン諸島選手団は、2021年8月24日から9月5日まで日本の東京で開催された2020年東京パラリンピックアメリカ領ヴァージン諸島選手団の名簿。

## 選手団
- 人員: 選手 1人
- 開会式旗手: ジャーマリス・ネスビット

## 種目別選手・スタッフ名簿及び成績

### 陸上
| 選手                     | 種目         | 予選      | 予選       | 決勝     | 決勝     |
| 選手                     | 種目         | 結果      | 順位       | 結果     | 順位     |
| ------------------------ | ------------ | --------- | ---------- | -------- | -------- |
| ジャーマリス・ネスビット | 女子100m T38 | 17秒14 PB | 13位 (7着) | 予選敗退 | 予選敗退 |